# Nifiloli
Nifiloli è un'isola facente parte delle isole Reef nella provincia di Temotu delle Isole Salomone. Nonostante l'isola sia in Melanesia la popolazione è polinesiana. L'idioma parlato è la lingua Pileni. Durante la bassa marea l'isola è collegata con Fenualoa.